# Černohorská hymna
Hymna Černé Hory je od roku 2004 skladba Oj, svijetla majska zoro (česky Ó, jasné květnové svítání). Předtím to byla lidová píseň, existující v mnoha variantách. Nejstarší text pochází z roku 1863. Autorem současného textu je Sekula Drljević, bývalý fašistický prezident z období 2. světové války.

## Historické hymny
- Ubavoj nam Crnoj Gori – černohorská národní hymna (1870–1918)
- Onamo 'namo! – černohorská královská hymna (1910–1918)
- Hej, Slované – hymna Jugoslávie, Srbska a Černé Hory (1977–2006)

## Text a překlad hymny
| Text v cyrilici | Text v latince | Český překlad |
| --- | --- | --- |
| Ој свијетла мајска зоро Ој свијетла мајска зоро Мајко наша Црна Горо Синови смо твог стијења И чувари твог поштења Волимо вас, брда тврда, И стравичне ваше кланце Који никад не познаше Срамотнога ропства ланце. Док ловћенској нашој мисли Наша слога даје крила, Биће горда, биће славна Домовина наша мила. Ријека ће наших вала, Ускачући у два мора, Глас носити океану, Да је вјечна Црна Гора. | Oj svijetla majska zoro Oj svijetla majska zoro Majko naša Crna Goro Sinovi smo tvog stijenja I čuvari tvog poštenja Volimo vas, brda tvrda, I stravične vaše klance Koji nikad ne poznaše Sramotnoga ropstva lance. Dok lovćenskoj našoj misli Naša sloga daje krila, Biće gorda, biće slavna Domovina naša mila. Rijeka će naših vala, Uskačući u dva mora, Glas nositi okeanu, Da je vječna Crna Gora. | Ó, jasné květnové svítání Ó, jasné květnové svítání, naše matko Černá Horo, my jsme synové tvých skal a strážci tvé cti. Milujeme vás, skalnaté hory, i vaše obávaná údolí, která nikdy nepoznala řetězy potupného otroctví. Dokud Lovćen jest v naší mysli dává naši jednotě křídla, bude hrdá, bude slavná, naše milá domovina. Řeky z našich břehů ubíhají do dvou moří a nesou hlas do oceánů, že Černá Hora je věčná. |